# Säsong 7 av Farmen
Den sjunde säsongen av Farmen spelades in på Sotbo i Norn i Hedemora kommun i Dalarna. Säsongen sändes 13 januari till 23 mars 2014, och visades med 30 minuter långa avsnitt under måndagar till torsdagar samt söndagar. Programledaren för denna säsong blev återigen Linda Lindorff, men under tre veckor av inspelningsperioden hoppade Paolo Roberto in som vikarierande programledare. I den åttonde säsongen av Farmen återvände deltagarna André Holgård och Cornelia Nordensson som utmanare.

## Deltagare
| Deltagare           | År | Bostad      | Sysselsättning      | Resultat                               |
| ------------------- | -- | ----------- | ------------------- | -------------------------------------- |
| Mona Karlsson       | 61 | Johanneshov | Telefonist          | Förlorade första tvekampen.            |
| Joel Ottestig       | 26 | Stockholm   | Frilansande musiker | Lämnade farmen vid avsnitt 6.          |
| Jennifer Azar       | 21 | Södertälje  | Danslärare          | Förlorade andra tvekampen.             |
| Ulrika Eriksson     | 28 | Västerås    | Säljare             | Lämnade farmen vid avsnitt 12.         |
| Jonas Peltoniemi    | 26 | Bromma      | IT-säkerhetskonsult | Förlorade tredje tvekampen.            |
| Sandra Ankarstrand  | 25 | Södertälje  | Servitris           | Lämnade farmen vid avsnitt 22.         |
| Olov Larsson        | 43 | Torsö       | Kock                | Förlorade femte tvekampen.             |
| Siw Liljeqvist      | 57 | Grycksbo    | Psykoterapeut       | Förlorade sjätte tvekampen.            |
| Jan Kerbosch        | 59 | Mörbylånga  | Mångsysslare        | Förlorade sjunde tvekampen.            |
| Billie-Kim Svensson | 25 | Helsingborg | Studerande          | Förlorade åttonde tvekampen.           |
| André Holgård       | 24 | Karlstad    | Säljare             | Förlorade nionde tvekampen.            |
| Mats Falck          | 33 | Mellansel   | Rektor              | Förlorade tionde tvekampen.            |
| Zimzon Lelo         | 28 | Stockholm   | Fitnessexpert       | Fjärde plats, förlorade kvartsfinalen. |
| Fikri Akay          | 33 | Örebro      | Egenföretagare      | Tredje plats, förlorade semifinalen.   |
| Cornelia Nordensson | 20 | Stockholm   | Säljare             | Andra plats, förlorade finalen.        |
| Maria Dahlberg      | 30 | Göteborg    | Polis               | Årets farmare                          |

1. 1 2  Maria och Siw bodde i skjulet mellan avsnitt 23 och 26 och anlände till farmen som utmanare vid avsnitt 26.
2. 1 2  Fikri och Zimzon anlände till farmen som utmanare vid avsnitt 18.
3. ↑  Zimzon förlorade fjärde tvekampen, men istället för att skickas hem flyttade han in i skjulet mellan avsnitt 21 och 26.

## Sammanfattning
| Vecka 1 Avsnitt 1-5 sändes 13-16 och 19 januari 2014. Storbonde: Billie-Kim Svensson Veckans uppdrag: - Bygga bås i ladugården för kor. - Bygga ett vindskydd i kohagen. - Gallra trädgårdslandet. - Bygga ett rum och hönsgård för höns. - Bygga tre sängar enligt de sängar som redan finns. Förstekämpe: Sandra Ankarstrand Andrekämpe: Mona Karlsson Tvekamp: Grinden (Styrka) | Vecka 2 Avsnitt 6-10 sändes 20-23 och 26 januari 2014. Storbonde: Ulrika Eriksson Veckans uppdrag: - Slå ett gräsfält och bygga hage för getter. - Bygga ett vindskydd samt en mjölkningsstation för getter. - Täta och göra träbåten sjöduglig, samt bygga åror. - Gallra och rensa potatislandet. - Bygga ett träräcke för hästar. Förstekämpe: Cornelia Nordensson Andrekämpe: Jennifer Azar Tvekamp: Grinden (Styrka) |

| Vecka 3 Avsnitt 11-15 sändes 27-30 januari och 2 februari 2014. Storbonde: Cornelia Nordensson Veckans uppdrag: - Förbered en svinstia och bygga en hage för grisar. - Laga hästvagnen för användning. - Tillverka hårdostar. - Bygga en dusch. Förstekämpe: Jonas Peltoniemi Andrekämpe: Jan Kerbosch Tvekamp: Husförhöret (Kunskap) | Vecka 4 Avsnitt 16-20 sändes 3-6 och 9 februari 2014. Storbonde: Olov Larsson Veckans uppdrag: - Tillverka fem burkar inlagda rotfrukter. - Tillverka en liter hallonsylt, samt två liter blandsylt. - Bygga en slaktbänk, samt hängkrokar. - Bygga en kall- och varmrök. - Garva fårhudar. Förstekämpe: Zimzon Lelo Andrekämpe: Mats Falck Tvekamp: Husförhöret (Kunskap) |

| Vecka 5 Avsnitt 21-25 sändes 10-13 och 16 februari 2014. Storbonde: Fikri Akay Veckans uppdrag: - Skörda potatis och förvara i matkällaren. - Bygga ett ankhus och inhägnad med damm för ankor. - Bygga ett matbord och bänkar på en dag. Förstekämpe: André Holgård Andrekämpe: Olov Larsson Tvekamp: Grinden (Styrka) | Vecka 6 Avsnitt 26-30 sändes 17-20 och 23 februari 2014. Storbonde: Fikri Akay Veckans uppdrag: - Göra ett lapptäcke. - Karda ull och spinna garn. - Sticka en halsduk. Utmanartvekamp: Måttet - Mäta upp 2 liter mjölk, 2kg spannmål och 3 meter snöre. Förstekämpe: Siw Liljeqvist Andrekämpe: Billie-Kim Svensson Tvekamp: Repet (Styrka) |

| Vecka 7 Avsnitt 31-35 sändes 24-27 februari och 2 mars 2014. Storbonde: Mats Falck Veckans uppdrag: - Förädla kött. - Tillverka brevpapper. Förstekämpe: Jan Kerbosch Andrekämpe: Fikri Akay Tvekamp: Repet (Styrka) | Vecka 8 Avsnitt 36-40 sändes 3-6 och 9 mars 2014. Storbonde: Zimzon Lelo Veckans uppdrag: - Bygga en badtunna. - Göra en vedtrave. - Bygga en grill av natursten. - Tillverka ostkaka. Förstekämpe: Cornelia Nordensson Andrekämpe: Billie-Kim Svensson Tvekamp: Repet (Styrka) |

| Vecka 9 Avsnitt 41-45 sändes 10-13 och 16 mars 2014. Storbonde: Cornelia Nordensson Veckans uppdrag: - Skörda all potatis och grönsaker och förvara i matkällaren. - Smida fyra krokar och fyra spikar. - Stöpa 200 ljus, varav 10 ska vara grenljus. Förstekämpe: Maria Dahlberg Andrekämpe: André Holgård Tvekamp: Husförhöret (Kunskap) | Finalveckan Avsnitt 46-50 sändes 17-20 och 23 mars 2014. Storbonde: Alla tidigare utslagna farmare. Veckans uppdrag: Inget uppdrag denna vecka. Förstekämpe/andrekämpe: Se nedan. |

### Veckosammanfattning
| Vecka | Storbonde           | Godkänt uppdrag | Förstekämpe         | Andrekämpe          | Tvekamp     | Hemskickad          |
| ----- | ------------------- | --------------- | ------------------- | ------------------- | ----------- | ------------------- |
| 1     | Billie-Kim Svensson | Nej             | Sandra Ankarstrand  | Mona Karlsson       | Grinden     | Mona Karlsson       |
| 2     | Ulrika Eriksson     | Ja              | Cornelia Nordensson | Jennifer Azar       | Grinden     | Jennifer Azar       |
| 3     | Cornelia Nordensson | Ja              | Jonas Peltoniemi    | Jan Kerbosch        | Husförhöret | Jonas Peltoniemi    |
| 4     | Olov Larsson        | Nej             | Zimzon Lelo         | Mats Falck          | Husförhöret | Zimzon Lelo         |
| 5     | Fikri Akay          | Ja              | André Holgård       | Olov Larsson        | Grinden     | Olov Larsson        |
| 6     | Fikri Akay          | Nej             | Siw Liljeqvist      | Billie-Kim Svensson | Repet       | Siw Liljeqvist      |
| 7     | Mats Falck          | Ja              | Jan Kerbosch        | Fikri Akay          | Repet       | Jan Kerbosch        |
| 8     | Zimzon Lelo         | Ja              | Cornelia Nordensson | Billie-Kim Svensson | Repet       | Billie-Kim Svensson |
| 9     | Cornelia Nordensson | Ja              | Maria Dahlberg      | André Holgård       | Husförhöret | André Holgård       |
| 9     | Cornelia Nordensson | Ja              | Maria Dahlberg      | Mats Falck          | Husförhöret | Mats Falck          |

1. ↑  Storbonden Billie-Kim kunde endast utse Jennifer eller Sandra som förstekämpe.
2. ↑  Storbonden Olov kunde endast utse nykomlingarna Fikri eller Zimzon som förstekämpe.
3. ↑  Zimzon förlorade fjärde tvekampen, men istället för att skickas hem flyttade han in i skjulet mellan avsnitt 21 och 26.
4. ↑  Storbonden Fikri fick utse den av Maria och Siw som blev fullvärdig farmare och den som skulle tävla mot Zimzon. Förloraren i tävlingen blev utsedd till förstekämpe.
5. 1 2  Direkt efter tvekampen mellan Maria och André skulle vinnaren Maria välja en av deltagarna (förutom storbonden Cornelia) till andrekämpe för en till tvekamp.

#### Finalveckan
Kvartsfinal
| Finalister                                   | Tvekamp    | Hemskickad  |
| -------------------------------------------- | ---------- | ----------- |
| Cornelia Nordensson, Fikri Akay, Zimzon Lelo | Vedstapeln | Zimzon Lelo |

Semifinal
| Finalister          | Tvekamp     | Hemskickad |
| ------------------- | ----------- | ---------- |
| Cornelia Nordensson | Husförhöret | Fikri Akay |
| Fikri Akay          | Husförhöret | Fikri Akay |

Final
| Finalister          | Tvekamper                  | Årets farmare  |
| ------------------- | -------------------------- | -------------- |
| Cornelia Nordensson | Sågen, Säcken, Husförhöret | Maria Dahlberg |
| Maria Dahlberg      | Sågen, Säcken, Husförhöret | Maria Dahlberg |

1. ↑  De tidigare farmarna fick rösta fram en färdig finalist, vilket blev Maria som fick fem röster av nio.
Maria fick fem röster från André, Billie-Kim, Jan, Jonas och Mats. Övriga röster blev fyra till Fikri av Jennifer, Mona, Olov och Siw.

## Tittarsiffror
| Vecka | Avsnitt | Datum                          | Tittarsiffror i tusental | Tittarsiffror i tusental | Tittarsiffror i tusental | Tittarsiffror i tusental | Tittarsiffror i tusental | Genomsnitt |
| ----- | ------- | ------------------------------ | ------------------------ | ------------------------ | ------------------------ | ------------------------ | ------------------------ | ---------- |
| 1     | 1–5     | 13–16, 19 januari 2014         | 756                      | 785                      | 861                      | 728                      | 873                      | 801 000    |
| 2     | 6–10    | 20–23, 26 januari 2014         | 769                      | 780                      | 317                      | 780                      | 777                      | 685 000    |
| 3     | 11–15   | 27–30 januari, 2 februari 2014 | 803                      | 869                      | 874                      | 768                      | 792                      | 821 000    |
| 4     | 16–20   | 3–6, 9 februari 2014           | 837                      | 821                      | 845                      | 903                      | 874                      | 856 000    |
| 5     | 21–25   | 10–13, 16 februari 2014        | 842                      | 822                      | 638                      | 749                      | 834                      | 777 000    |
| 6     | 26–30   | 17–20, 23 februari 2014        | 837                      | 802                      | 764                      | 812                      | 818                      | 807 000    |
| 7     | 31–35   | 24–27 februari, 2 mars 2014    | 792                      | 740                      | 818                      | 797                      | 837                      | 797 000    |
| 8     | 36–40   | 3–6, 9 mars 2014               | 791                      | 835                      | 725                      | 805                      | 748                      | 781 000    |
| 9     | 41–45   | 10–13, 16 mars 2014            | 799                      | 849                      | 847                      | 814                      | 764                      | 815 000    |
| 10    | 46–50   | 17–20, 23 mars 2014            | 764                      | 804                      | 775                      | 782                      | 906                      | 806 000    |

Källa: MMS

## Källhänvisningar
1. ↑  ”Mediamätning i Skandinavien”. Arkiverad från originalet den 21 februari 2016. https://web.archive.org/web/20160221070857/http://hottoptv.mms.se/.